# Route magistrale 16 (Lituanie)
Pour les articles homonymes, voir A16 et Route 16.
La route A16 (Magistralinis kelias A16) est une route lituanienne reliant Vilnius à Marijampolė. Elle mesure 137,51 km.

## Tracé
- Vilnius
- Trakai
- Aukštadvaris
- Birštonas
- Prienai
- Marijampolė